# Port de Sotllo
El port de Sotllo és una collada muntanyenca de 2.884 m d'altitud, situada al Pirineu axial, entre el pic de Sotllo (3.072 m) i la Pica d'Estats (3.143 m). El port de Sotllo separa els vessants pirinencs del Pallars Sobirà (coma d'Estats) al terme municipal d'Alins (Vall Ferrera) i l'Arieja (cometa d'Estats) a Ausat, fent límit fronterer entre els estats d'Espanya i França.
Accés: (des del costat català per la Vall Ferrera). Des d'Àreu al refugi Vallferrera se segueix gairebé sempre l’antic camí ral i és un tram bastant planer. La pujada forta comença al refugi Vallferrera, a partir del qual se segueix el sender de muntanya per accedir a la Pica d’Estats. El darrer tram és un recorregut d'alta muntanya i, per tant, cal estar preparat i tenir l'experiència suficient.